# Eigenbewegung (Astronomie)

Dargestellt ist das Verhältnis zwischen Eigenbewegung und den heliozentrischen Geschwindigkeitskomponenten Radialgeschwindigkeit und Tangentialgeschwindigkeit eines Objekts.
Hat das Objekt den Abstand d von der Sonne und bewegt sich quer zur Sichtlinie der Sonne bei einer Tangentialgeschwindigkeit v_{t}, so ergibt sich eine Winkelgeschwindigkeit von μ = v_{t} / d.

Als Eigenbewegung bezeichnet man in der Astronomie die auf räumlichen Bewegungen von Himmelskörpern beruhende, langsame Positionsänderung an der gedachten Himmelskugel. In der Astrometrie wird sie in zwei sphärischen Komponenten (nördlich und östlich) angegeben und ist für Objekte außerhalb des Sonnensystems meist kleiner als 1″ pro Jahr. Zusammen mit der Radialgeschwindigkeit ergibt sie die Raumbewegung des Objekts.
Im Gegensatz zur jährlichen Parallaxe liegt bei der Eigenbewegung eine fortschreitende Veränderung der Sternörter vor.
Selten wird für die Eigenbewegung auch der Begriff Pekuliarbewegung (von lat. peculiaris = eigen) benutzt, der allerdings irreführend ist, da er mit der Pekuliargeschwindigkeit verwechselt werden kann, die eine völlig andere Bedeutung hat.

## Eigenbewegung und Geschwindigkeit
Die Eigenbewegung gibt eine Winkelgeschwindigkeit an. Daraus errechnet sich die Geschwindigkeitskomponente senkrecht zur Verbindung Erde und Stern (Tangentialgeschwindigkeit) durch Multiplikation mit dem Abstand. Zum Beispiel entspricht eine Eigenbewegung von einer Bogensekunde pro Jahr bei einem Abstand von einem Parsec gerade einer Geschwindigkeit von einer AE pro Jahr oder etwa 4,75 km/s. Für die Relativgeschwindigkeit zur Sonne ist zusätzlich die (heliozentrische) Radialgeschwindigkeit zu beachten.

## Größenordnung

Animation der Bewegung von Barnards Pfeilstern. Die Einzelbilder wurden 2001, 2004, 2007 und 2010 aufgenommen.

Der Stern mit der höchsten bislang gemessenen Eigenbewegung ist Barnards Pfeilstern, der sich mit 10,34″ pro Jahr bewegt und nur sechs Lichtjahre von der Erde entfernt ist. Am zweitschnellsten bewegt sich Kapteyns Stern auf der gedachten Himmelskugel, obwohl seine tatsächliche Tangentialgeschwindigkeit wegen seiner größeren Entfernung höher ist.
Der Dreiecksnebel, eine Nachbargalaxie, zählt zu den wenigen extragalaktischen Objekten, deren Eigenbewegung gemessen werden konnte. Diese beläuft sich auf etwa 50 Mikrobogensekunden pro Jahr.
Mit den Daten von Gaia konnten erstmals die Eigenbewegungen näherer Galaxien systematisch untersucht werden.

## Richtungsangabe
Um neben dem Winkelunterschied pro Jahr auch die scheinbare Richtung der Eigenbewegung an der Himmelskugel anzugeben, werden zwei Systeme verwendet:
- Neben der Gesamteigenbewegung pro Jahr wird zusätzlich ein Positionswinkel als Abweichung von der Nordrichtung vermerkt. Dabei ist Norden 0°, Osten 90°, Süden 180° und Westen 270°. Für das Beispiel Barnards Pfeilstern wird daher neben μ = 10,34″/a noch der Positionswinkel von 355,8° angegeben.
- Die Gesamteigenbewegung pro Jahr wird in zwei Komponenten μ(RA) (Rektaszension) und μ(Dec) (Deklination) zerlegt. Für Barnards Pfeilstern lauten die Werte:

μ(RA) = −0,757″/a
μ(Dec) = 10,31″/a.

## Entdeckungsgeschichte
Eigenbewegungen wurden erst 1728 von James Bradley erkannt, da sie sich wegen der großen Sternentfernungen nur sehr langsam vollziehen; bis dahin wurde deshalb allgemein von Fixsternen gesprochen. Sie werden in Bogensekunden pro Jahr, Einheit ″/a, gemessen und haben meist das Formelzeichen μ. Christian Mayer schlug 1777 eine Methode vor, die Eigenbewegung anhand von dicht beieinander stehenden Sternen zu untersuchen. Bei seinen weiteren Beobachtungen 1779 unterschied er zwischen möglichen physischen und nur optischen Doppelsternen.
Wilhelm Herschel untersuchte 1783 anhand von 14 Sternen die Eigenbewegung und fand dabei heraus, dass sich elf Sterne auf einen gemeinsamen Punkt nahe dem Stern Lambda Herculis bewegen. Er schloss daraus auf eine absolute Bewegung des Sonnensystems. Den drei Sternen, deren Bewegung nicht auf diesen Punkt ausgerichtet war, schrieb er eine echte eigene Bewegung zu. Diese Untersuchung wurde 1838–1840 von Argelander anhand von fast 600 Sternen wiederholt. Argelanders Untersuchung bestätigte Herschels Ergebnis. Somit konnte man ab 1840 die Eigenbewegung auf eine absolute Bewegung des Sonnensystems und eine echte eigene Bewegung der Fixsterne zurückführen.

## Andere Bewegungen an der Himmelskugel
Davon zu unterscheiden sind scheinbare Bewegungen an der Himmelskugel, die auf andere Weise hervorgerufen werden:
- Die jährliche Bewegung der Erde um die Sonne bewirkt eine Parallaxe, d. h., nahe Sterne verschieben sich aufgrund des unterschiedlichen Beobachtungswinkels leicht vor dem Hintergrund wesentlich weiter entfernter Sterne.
- Die Schwankungen der Erdachse, im Wesentlichen Präzession und Nutation, führen zu einer gleichförmigen Verschiebung der gesamten Himmelskugel.
- Die endliche Lichtgeschwindigkeit führt zusammen mit der Erdbewegung zur Aberration (Ablenkung) des Sternenlichts, da die Erde sich unter dem einfallenden Licht fortbewegt.
- Die weit entfernten Quasare bewegen sich extrem langsam und ihre Eigenbewegung ist selbst über Jahrzehnte hin nicht messbar, also Null. Für die Belange der Astronomie bilden die Positionen der Quasare das unveränderliche Bezugssystem für die Messung der Bewegungen aller anderen Objekte.